# 鳴く虫と郷町
鳴く虫と郷町（なくむしとごうちょう）とは、兵庫県伊丹市において、鳴く虫と郷町実行委員会、公益財団法人伊丹市文化振興財団、伊丹市が主催するイベントで、毎年9月初旬〜中旬の約10日間開催されている。

## 概要

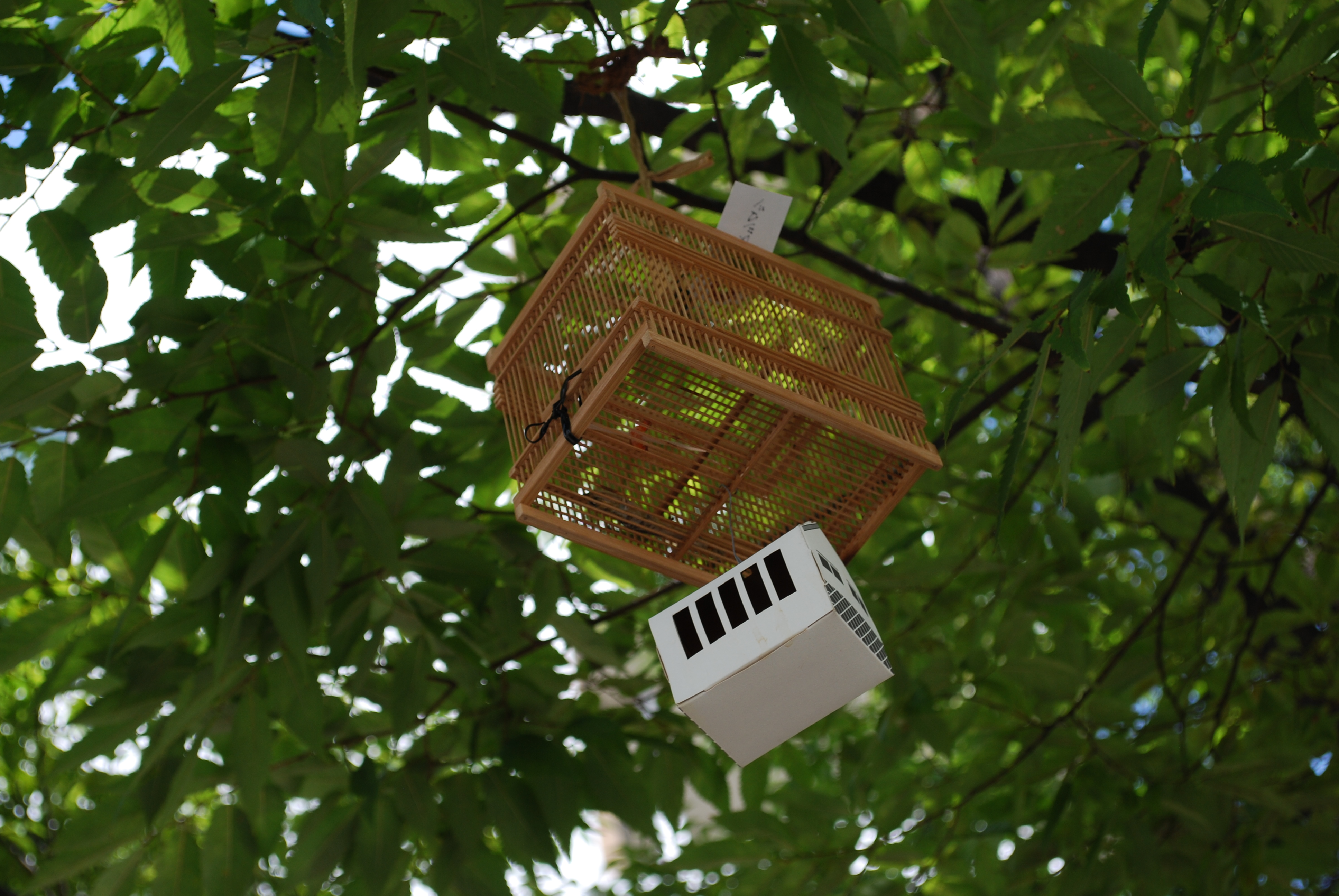
街路樹に吊るされた虫籠

鳴く虫と郷町は、伊丹市で生きた鳴く虫を展示すると同時に複数の関連展示とイベントを行うもので、2006年に第1回が開催された。
はじまりは、伊丹市昆虫館が1996年から毎年秋に開催していた企画展『秋の鳴く虫』で、展示室を和風のしつらえにし、秋の七草やお月見などの風物とともに鳴く虫の声を楽しむ展示であったのを、中心市街地にある伊丹郷町館に場所を移し開催したことから、市街地に広がった。